# Klaus Herdepe
Klaus Herdepe (né le 20 mai 1965 à Solingen) est un historien allemand, auteur et éditeur de plusieurs ouvrages historiques.

## Biographie
Herdepe est né dans la ville montagneuse de Solingen et y grandit pendant ses premières années avant de déménager à Wuppertal. Il termine ses études d'histoire, d'histoire de l'art et de sciences politiques aux universités de Cologne et de Dortmund en 1998 avec sa thèse La question constitutionnelle prussienne 1848, dont la version révisée est publiée sous forme de livre en 2002.
Herpede est secrétaire du Société d'histoire bergeoise (de), la plus grande société allemande d'histoire régionale, jusqu'en mai 2011, et est parfois rédacteur en chef du Zeitschrift des Bergischen Geschichtsvereins (de).

## Travaux
- Zeitschrift des Bergischen Geschichtsvereins. Band 99, 1999–2001. Herausgegeben von Klaus Herdepe, Jürgen Stohlmann (de) und Ralf Stremmel, Neustadt/a.d. Aisch 2003.
- Klaus Herdepe: Die preußische Verfassungsfrage 1848. Neuried 2002  (ISBN 3-936117-22-5).
- Klaus Herdepe: Heinrich Kamp. In: Bergisch-märkische Unternehmer der Frühindustrialisierung. Hrsg. von Ralf Stremmel, Münster 2004, S. 299–318.
- Zeitschrift des Bergischen Geschichtsvereins. Band 100. Herausgegeben von Jörg Engelbrecht, Klaus Herdepe, Jürgen Stohlmann, Neustadt/a.d.Aisch 2006.
- Stefan Ehrenpreis, Klaus Herdepe: Der Dreißigjährige Krieg im Herzogtum Berg und in seinen Nachbarregionen. Schmidt, Neustadt an der Aisch 2002  (ISBN 3-87707-581-9).
- Franz Gruß, Klaus Herdepe: Geschichte des Bergischen Landes. Neu bearbeitet von Klaus Herdepe, Overath 2007  (ISBN 978-3-936405-06-4).
- Klaus Herdepe: Landesgeschichte und Denkmalschutz im Internet. In: Rheinische Heimatpflege (de). Nr. 4, 2003, S. 101–117.